# 2016 aux États-Unis
Chronologie des États-Unis
- 2012
- 2013
- 2014
- 2015
- 2016
- 2017
- 2018
- 2019
- 2020

 2014 par pays en Amérique - 2015 par pays en Amérique - 2016 par pays en Amérique
2017 par pays en Amérique - 2018 par pays en Amérique 
Cette page concerne des événements qui se sont produits durant l'année 2016 du calendrier grégorien aux États-Unis.

## Gouvernement
- Président : Barack Obama (démocrate)
- Vice-président : Joe Biden (démocrate)
- Chief Justice : John G. Roberts Jr.
- Président de la Chambre des représentants : John Boehner
- Chef des démocrates au Sénat :
- Secrétaire d'État : John Kerry.

## Événements

### Janvier
- Une tempête de neige (Jonas) frappe plusieurs États du Mid-Atlantic.

### Février
- 1er février : le caucus de l'Iowa marque le début des élections primaires démocrates et républicaines en vue de l'élection présidentielle.
- 7 février  : le Super Bowl conclut la saison 2015 de football américain.

### Mars
- 1er mars : Super mardi des primaires démocrates et républicaines en vue de l'élection présidentielle.
- 16 mars : Barack Obama désigne le juge Merrick Garland pour le siège vacant à la Cour suprême des États-Unis.
- 21 mars : visite d'Obama à Cuba, la première d'un président américain dans l'île depuis 1928.
- 31 mars-1er avril : à Washington, 4e conférence sur la sécurité nucléaire visant à prévenir le risque terroriste et regroupant une cinquantaine de chefs d'État[1].

### Avril
- 5 avril : finale du Championnat NCAA de basket-ball 2016.
- 20 avril : le secrétaire du Trésor Jack Lew annonce que l'ancienne esclave et abolitionniste Harriet Tubman remplacera Andrew Jackson sur le billet de vingt dollars

### Mai
- 25 mai : Un audit de l'Inspecteur général du département d'Etat révèle qu'Hillary Clinton aurait violé les directives sécuritaires du ministère dans son utilisation d'un serveur de messagerie privée pour des affaires du gouvernement lorsqu'elle était secrétaire d'État. L'opposition républicaine cherche à exploiter le scandale[réf. souhaitée].
- 27 mai : le président Obama est le premier président américain à se rendre sur le site d'Hiroshima[2]

### Juin
- 7 juin : les dernières primaires consacrent la victoire d'Hillary Clinton pour le parti démocrate et de Donald Trump pour le parti républicain.
- 12 juin : fusillade dans une boite de nuit à Orlando en Floride.
- 18 juin : Incident du rassemblement de Donald Trump à Las Vegas
- 23 juin : inondation en Virginie-Occidentale.
- 27 juin : la rencontre entre Bill Clinton et la ministre de la justice Loretta Lynch alors que son épouse et candidate démocrate Hillary Clinton fait toujours l’objet d’une enquête du FBI sur l’utilisation de sa messagerie électronique personnelle lorsqu’elle était secrétaire d’Etat est diversement commentée et appréciée[3].

### Juillet
- 6 juillet : le ministère de la Justice lève les poursuites à l'encontre d'Hillary Clinton[4].
- 7 juillet : fusillade à Dallas, 5 policiers sont tués.
- 17 juillet : fusillade à Bâton Rouge en Louisiane. 3 policiers tués. Le tireur est abattu
- 18 juillet-21 juillet : la Convention républicaine de Cleveland investit Donald Trump comme candidat à l'élection présidentielle. Ce dernier choisit Mike Pence, gouverneur de l'Indiana pour constituer le ticket républicain.
- 25 juillet-28 juillet : la convention démocrate de Philadelphie investit Hillary Clinton  comme candidate  à la même élection. Cette dernière choisit Tim Kaine, sénateur de Virginie pour constituer le ticket démocrate.
- 30 juillet : 
  - accident de montgolfière de Maxwell au Texas.
  - Luke Aikins établit le record de saut en chute libre sans parachute[5].

### Août
- La sècheresse et les incendies de forêts ravagent le sud-ouest des États-Unis.
- 5 août-21 août : les athlètes américains dominent largement les Jeux olympiques d'été de Rio de Janeiro trustant 121 médailles dont 46 en or.
- 12 août-19 août : des inondations spectaculaires en Louisiane font au moins 11 morts et 40 000 sinistrés[6]
- 31 août : Le président Barack Obama quadruple la taille de la réserve de Papahanaumokuakea à Hawaii, qui devient ainsi la plus grande réserve naturelle maritime au monde[7].

### Septembre
- L'ouragan Hermine frappe la Floride et d'autres États de la côte Est.
- 17 septembre :
  - attentat du Crossroads Center à Saint Cloud (Minnesota) ;
  - un attentat à New York fait 29 blessés.
- 21 septembre : état d'urgence décrété à Charlotte en Caroline du Nord après les manifestations faisant suite aux décès de trois hommes noirs en une seule semaine, victimes de tirs de la police[8].
- 24 septembre : inauguration du Musée national de l’histoire et de la culture afro-américaine à Washington.
- 26 septembre : premier débat télévisé entre Hillary Clinton et Donald Trump
- 29 septembre : un train déraille à Hoboken dans le New Jersey, faisant un mort et plus de 100 blessés[9].

### Octobre
- 9 octobre : 
  - l'ouragan Matthew frappe la Floride, la Géorgie et les Carolines, faisant 18 morts.
  - deuxième débat entre Donald Trump et Hillary Clinton[10].

### Novembre

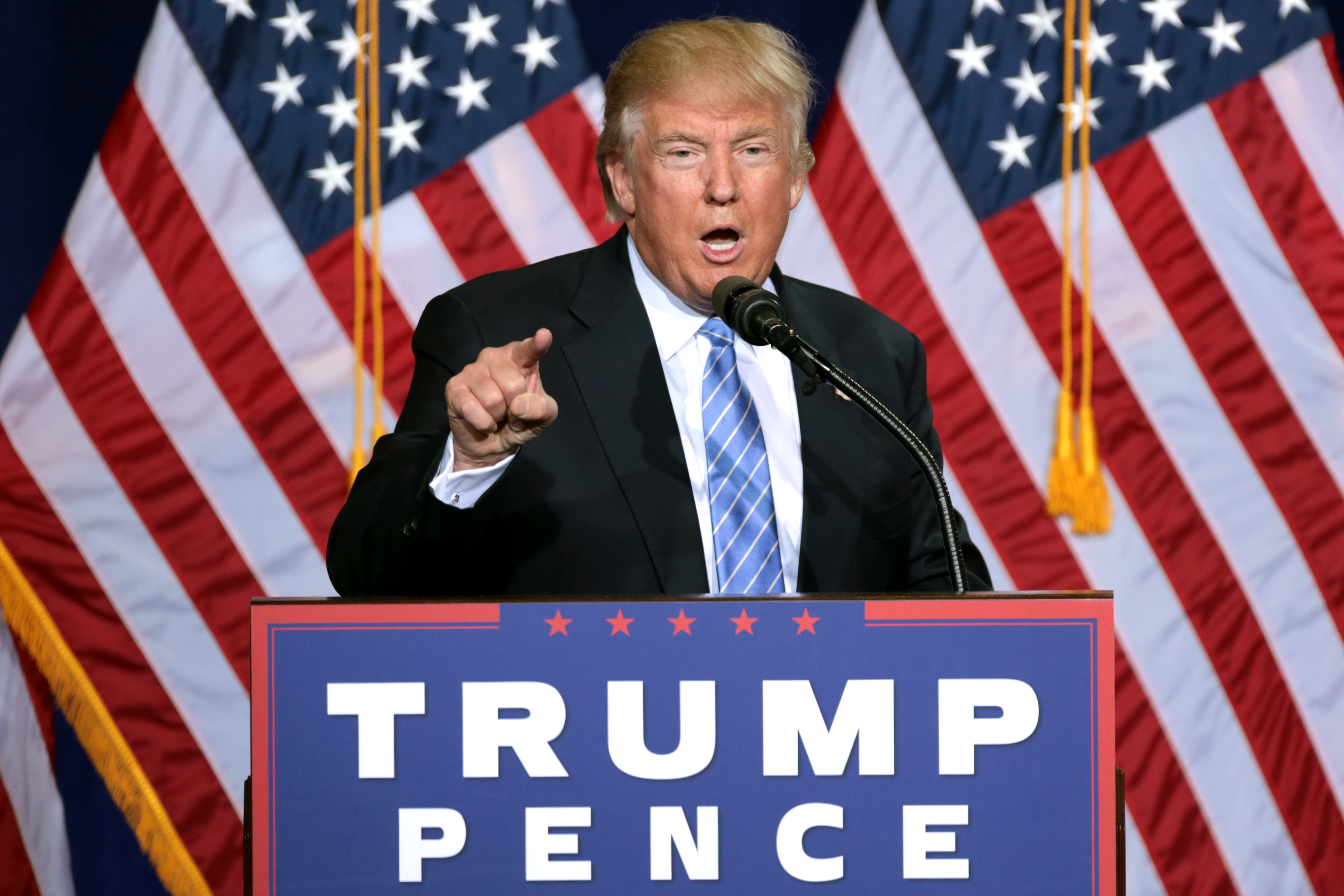
Donald Trump, vainqueur de l'élection présidentielle de novembre.

- Mardi 8 novembre : élection présidentielle (remportée par Donald Trump face à Hillary Clinton), élections de la Chambre des représentants, élections sénatoriales et élections des gouverneurs.

### Décembre
- 19 décembre : l'élection de Donald Trump est confirmée lors du vote du collège électoral.

## Médias
- 30 juin : le média radio touche 246 millions d'individus devant le média télévision avec 226 millions[11].

## Décès en 2016
- 1er janvier : Mike Oxley[12], homme politique, 71 ans. (° 11 février 1944)
- 6 janvier : Pat Harrington, Jr.[13], acteur, 86 ans (° 13 août 1929)
- 24 septembre : Bill Nunn, acteur américain (° 20 octobre 1953)